# Carlos Manuel Piedra
Carlos Manuel Piedra (Havana, 1895 - aldaar, 31 juli 1988) was een Cubaans politicus. Hij was voor één dag (2 januari 1959) president van de Republiek Cuba in de overgangsperiode tussen het leiderschap van Batista en revolutionair leider Castro.